# スティーブ・ブラウン (野球)
スティーブ・W・ブラウン（Steve W. Brown、1986年9月3日 - ）は、コロンビア共和国アトランティコ県バランキージャ出身の元プロ野球選手（外野手）。

## 経歴

### アストロズ傘下時代
ヒューストン・アストロズと契約を結び、プロ入りを果たした。
2004年はベネズエラでプレーした。
2005年はルーキー級ベネズエラン・サマーリーグ・アストロズで64試合に出場し、打率.297、5本塁打、35打点、68安打を記録した。
2006年はルーキー級グリーンビル・アストロズで54試合に出場し、打率.306、1本塁打、12打点、59安打を記録した。
2007年はA-級トリシティバレー・キャッツで51試合に出場し、打率.276、1本塁打、21打点、50安打を記録した。
2008年はA級レキシントン・レジェンズで102試合に出場し、打率.212、10本塁打、31打点、72安打を記録した。
2009年はA級レキシントンで開幕を迎え、88試合に出場。打率.247、6本塁打、43打点、72安打を記録した。その後、AA級ランカスター・ジェットホークスへ昇格し、7試合の出場で打率.200、3本塁打、6打点、6安打を記録した。同年限りで、アストロズを退団した。

### 独立リーグ時代
2010年に独立リーグ、ゴールデンベースボールリーグのエドモントン・キャピタルズと契約を結んだ。この年は、80試合に出場し、打率.268、4本塁打、30打点、49安打を記録した。
2011年は50試合に出場し、打率.317、11本塁打、39打点、58安打を記録した。
2012年に独立リーグであるカナディアン・アメリカン・リーグのケベック・キャピタルズと契約を結んだ。この年は95試合に出場し、打率.257、13本塁打、54打点、93安打を記録した。オフの11月には、第3回WBC予選のコロンビア代表に選出された。
2013年はカナディアン・アメリカン・リーグのトロワリヴィエール・エーグルスと契約を結んだ。この年は92試合に出場し、打率.288、19本塁打、58打点、105安打を記録した。
2014年は86試合に出場し、打率.252、11本塁打、44打点、78安打を記録した。
2016年3月11日に第4回WBC予選のコロンビア代表に選出されたことが発表され、2大会連続2度目の選出を果たした。
2017年に同リーグのオタワ・チャンピオンズに移籍。2019年までプレーし現役を引退した。

## 詳細情報

### 代表歴
- 2013 ワールド・ベースボール・クラシック・コロンビア代表
- 2017 ワールド・ベースボール・クラシック・コロンビア代表